# 코노피슈테성

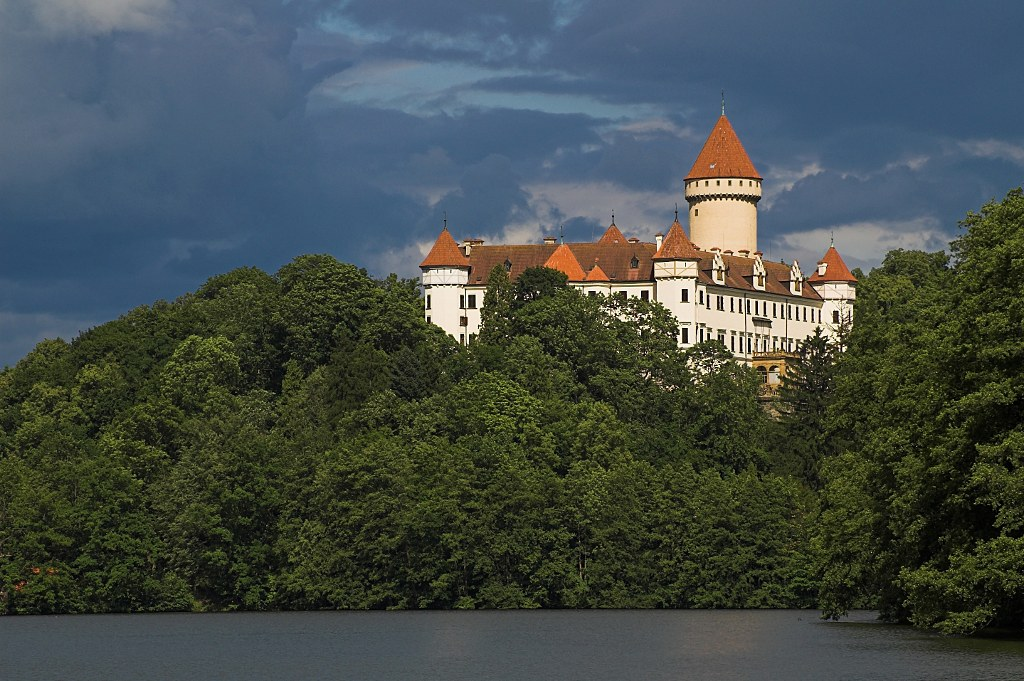
코노피슈테 성

코노피슈테성(체코어: Konopiště, 독일어: Konopischt 코노피슈트[*])은 체코 중앙보헤미아 주에 위치한 성이다. 프라하에서 남동쪽으로 약 50km 정도 떨어진 곳에 위치하며 베네쇼프 교외에 위치한다.

## 역사
1280년대에 프라하 주교를 역임하고 있던 토비아시(Tobiaš)에 의해 고딕 건축 양식의 요새가 건립되었다. 1468년에는 보헤미아 왕국의 이르지 스 포데브라트 국왕이 이끄는 군대에 정복되었다. 1603년에는 호데요프 가문(Hodějov) 출신의 귀족인 도로타 호데요프스카(Dorota Hodějovská)가 요새를 구입하면서 르네상스 건축 양식을 띤 성으로 개조되었다.
1725년 이후에는 바로크 건축 양식을 띤 성으로 개조되었다. 1887년에는 오스트리아-헝가리 제국의 프란츠 페르디난트 폰 외스터라이히에스테 대공이 성을 구입했으며 1914년 사라예보 사건을 계기로 암살되기 이전까지 자신의 관저로 사용했다. 1921년에는 체코슬로바키아 정부가 소유권을 갖게 되면서 박물관으로 사용되었고 1971년에 일반에 공개되었다.